# سايمور جوناثان سينجر
سايمور جوناثان سينجر (بالإنجليزية: Seymour Jonathan Singer)‏ هو أحيائي أمريكي، ولد في 23 مايو 1924 في نيويورك في الولايات المتحدة، وتوفي في 2 فبراير 2017.